# Pedro Tenorio

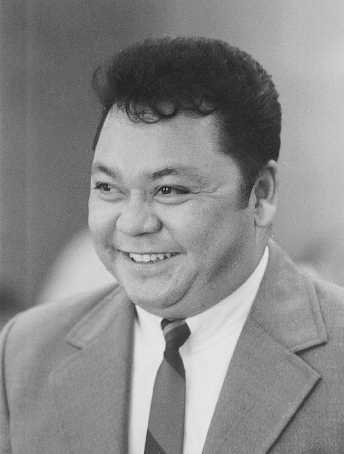
Pedro Tenorio

Pedro „Pete“ Pangelinan Tenorio (* 18. April 1934 auf Saipan; † 21. Mai 2018 ebenda) war ein  US-amerikanischer Politiker. Zwischen 1982 und 1990 sowie nochmals von 1998 bis 2002 war er Gouverneur der Nördlichen Marianen.

## Werdegang
Pedro Tenorio besuchte die George Washington High School in Guam und studierte danach an der dortigen University of Guam. Danach arbeitete er unter anderem als Lehrer, im Versand und als Leiter einer technischen Marineausbildungseinheit. Gleichzeitig schlug er eine politische Laufbahn ein. Er wurde Mitglied im Kongress von Mikronesien und später im Senat der Nördlichen Marianen, dessen Vizepräsident er zwischenzeitlich war. Im Jahr 1980 wurde er Präsident dieser Kammer. Er wurde Mitglied der Republikanischen Partei.
Im Jahr 1981 wurde er als Nachfolger von Carlos S. Camacho zum zweiten Gouverneur der Nördlichen Marianen gewählt. Nach einer Wiederwahl konnte er dieses Amt zwischen dem 11. Januar 1982 und dem 8. Januar 1990 bekleiden. Im Jahr 1997 wurde er erneut in dieses Amt gewählt, das er zwischen dem 12. Januar 1998 und dem 14. Januar 2002 nochmals ausübte. Dabei trat er im Jahr 1998 die Nachfolge von Froilan Tenorio an.
Nach dem Ende seiner Zeit als Gouverneur trat Pedro Tenorio politisch nicht mehr in Erscheinung.